# Cañadón Peñas
Cañadón Peñas ist ein "Millenniumsdorf" in Bolivien, das zusammen mit weltweit weiteren vierzehn Millenniumsdörfern von der deutschen Welthungerhilfe unterstützt wird.

## Lage
Cañadón Peñas, das Peñas-Tal (cañadón = Feld im Tal, das bei Regen überflutet ist; peña = Fels, Berg), ist der Name für den Zusammenschluss von Gemeinden aus den beiden bolivianischen Landkreisen (bolivianisch: Municipio) Pazña  und Antequera in der Provinz Poopó im Departamento Oruro. Das Projektgebiet erstreckt sich oberhalb von Pazña entlang der Flussauen des Río Antequera und des Río Urmiri.

## Voraussetzungen
Der Bergbau der Region, der vor allem Blei, Zink und Silber fördert, ist seit Jahrzehnten auf dem Rückzug, die Lagerstätten erschöpfen sich und die Förderanlagen sind veraltet. Daher ist die Landwirtschaft mehr und mehr die einzige Einkommensquelle der verarmten Bevölkerung, bei den klimatischen Bedingungen des Tales auf einer Höhe von knapp 4000 m eine schwierige Situation: Tagsüber brennt die Sonne vom Himmel, die Nächte bringen selbst im Sommer immer wieder Frosttemperaturen, so dass bei gleichzeitig extremer Trockenheit die Äcker auszehren und die Ernten spärlich ausfallen. 

## Projektziele
In gemeinsamen Workshops haben die Einwohner des Peñas-Tals zusammen mit Fachleuten der Welthungerhilfe einen Fünfjahresplan aufgestellt, der Verbesserungen in vier Bereichen umsetzen will: 
- Ernährung
- Wirtschaft
- Bildung
- Mitspracherecht der Frauen

Die Welthungerhilfe unterstützt die 13.000 ländlichen Bewohner der Region bei der Verbesserung der Viehhaltung, dem Aufbau von kleinen Käsereien, und der Errichtung von Schulen mit Mittagsverpflegung.

## Maßnahmen
- - Bildung und Ernährung
- Fortbildungskurse für Mitglieder von Bauernorganisationen in Vermarktung, Tiergesundheit und Ernährung
- Fortbildungsworkskurse für Lehrerinnen zum Thema Ernährung
- Fortbildungskurse für Familien in der Weiterverarbeitung und Qualitätsverbesserung von Milchprodukten
- Einführung eines Schulfrühstücks in den acht Schulen des Landkreises Pazña (2007) und Antequera (2009)
- Gründungsunterstützung von fünf Familienbetrieben zur Herstellung des Schulfrühstücks

- - Wirtschaft
- Projektanträge zur Finanzierung von Geräten für Käsereien
- Bau von Ställen, Viehtränken, Scheunen und Melkständen
- Fortbildungskurse zur Nutzung der neuen Infrastruktur zur Viehhaltung
- Organisation von zwei lokalen Messen zur Präsentation der Milchproduktion

- - Mitspracherechte
- Stärkung der Selbstorganisationsfähigkeit und der Lobbytätigkeit des "Rechts auf Nahrung"
- Weiterbildung von Führungspersonen zu den Grund- und Menschenrechten